# František Rint

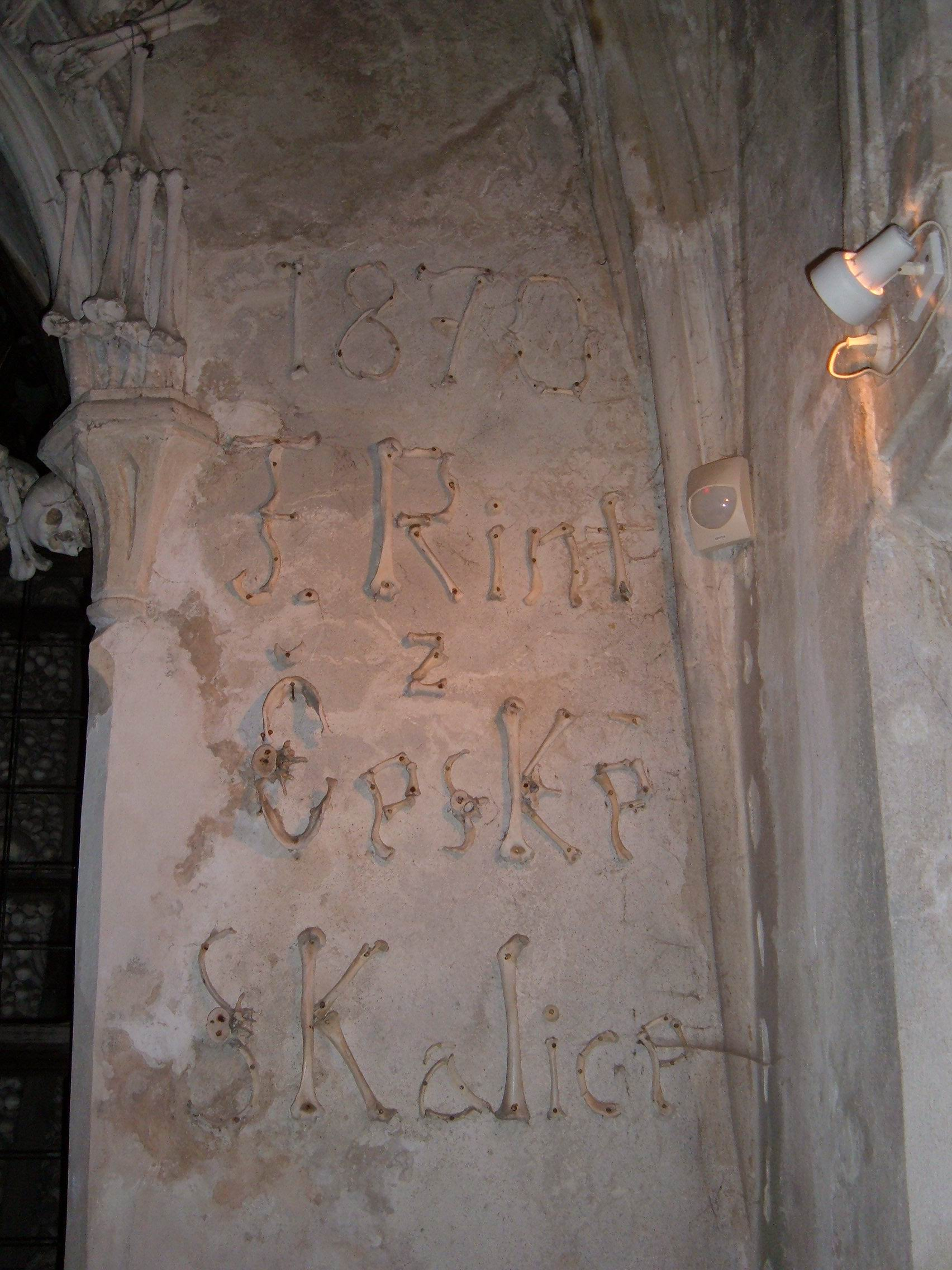
Signatur von František Rint

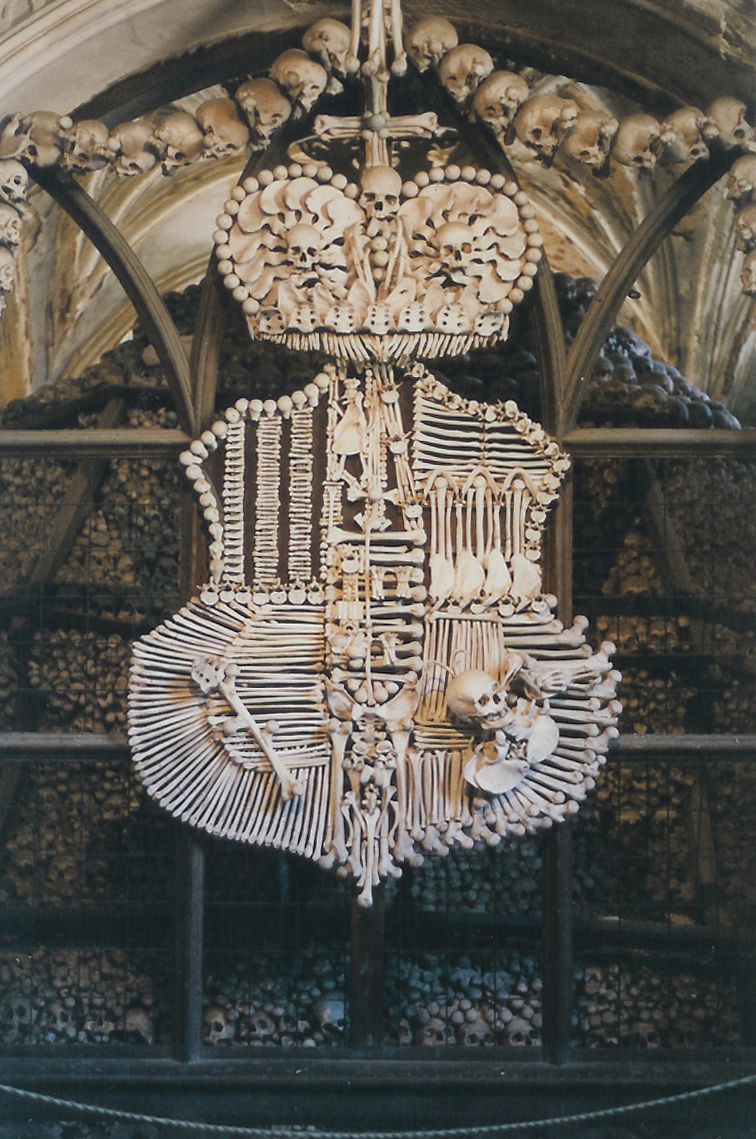
Wappen der Familie Schwarzenberg

František Rint (* im 19. Jahrhundert in Česká Skalice, Bezirk Náchod, Region Königgrätz in Böhmen) war ein tschechischer Holzschnitzer und Tischler im 19. Jahrhundert.

## Werk
Im Jahre 1870 wurde er von dem Fürsten von Schwarzenberg beauftragt, die menschlichen Knochen, die im Sedletz-Ossarium aufbewahrt wurden, zu ordnen. Das Ossuarium befindet sich im Untergeschoss der Allerheiligenkirche in Sedletz (tsch.: Sedlec), einem Stadtteil von Kuttenberg, (tsch.: Kutná Hora) in Böhmen. Rint verwandte die Gebeine unter anderem, um sehr makabre Skulpturen einschließlich von vier Kronleuchtern und einem Wappen der Familie Schwarzenberg zu schaffen, die heute noch im Ossuarium zu sehen sind.
Ein weiteres Beispiel ist ein großer, mit einem Ponyfell gedeckter Tisch, der in den vier aus Damhirschgehörnen geschaffenen Beinen noch jeweils einen Totenschädel zeigt. Dieses Stück wurde 2010 auf der Kölner Messe Cologne Fine Arts & Antiques angeboten.